# Le Bandard fou
Le Bandard fou est un album de bande dessinée de science-fiction, dessiné et scénarisé par l'auteur français Jean Giraud alias Mœbius. Publié en première édition en 1974 aux éditions du Fromage, il est repris par Les Humanoïdes associés en 1976 et connaît plusieurs rééditions.
Véritable délire érotico-fantastique potache, Le Bandard fou est au-delà du récit « porno mais graphique », « une réflexion sur la déviation à la norme sociale en matière sexuelle et sur la norme tout court dans son rôle de censure ».